# Lobocleta isocyma
Lobocleta isocyma är en fjärilsart som beskrevs av Louis Beethoven Prout 1932. Lobocleta isocyma ingår i släktet Lobocleta och familjen mätare. Inga underarter finns listade i Catalogue of Life.